# Jean-René Ladmiral

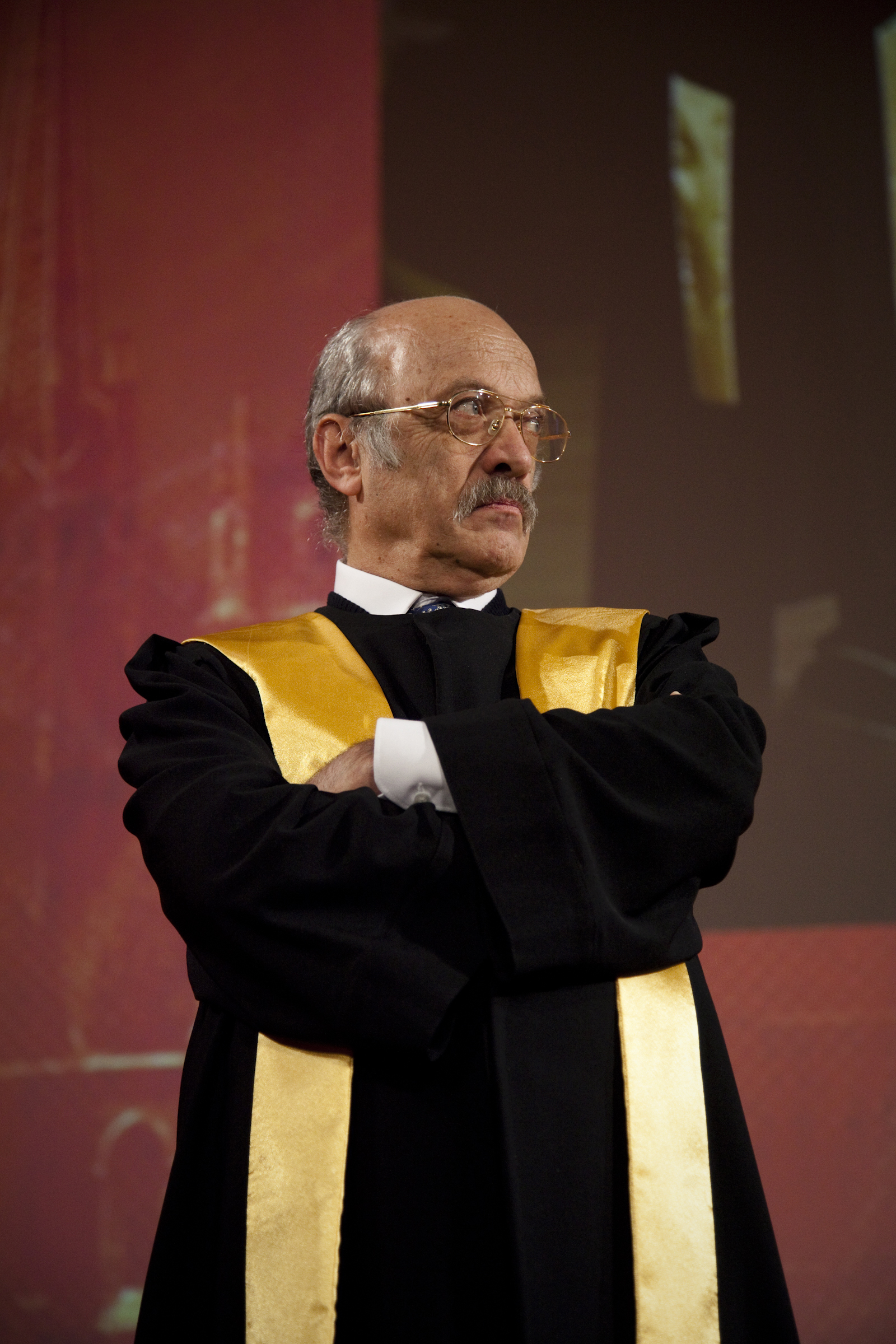
Jean-René Ladmiral, 2010

Jean-René Ladmiral (Lisieux, 1 de mayo de 1942) es un germanista, traductor y filósofo francés.
Se considera que ha sido el primer académico de la traducción en utilizar el término traductología para referirse a las ciencias de la traducción.
Ha traducido al francés obras de Theodor W. Adorno (Minima Moralia. Réflexions sur la vie mutilée) y de Erich Fromm (La Crise de la psychanalyse : essais sur Freud, Marx et la psychologie sociale, Anthropos, 1971). 
Es autor de Traduire : théorèmes pour la traduction (Gallimard, 1994) y La traductologie: de la linguistique à la philosophie ( tesis de investigación, Université de Paris X-Nanterre, 21 de enero de 1995, bajo la dirección de Michel Arrivé y bajo la presidencia de Paul Ricoeur).